# Vicariat apostolique de Ñuflo de Chávez
Le vicariat apostolique de Ñuflo de Chávez (en latin : Vicariatus Apostolicus Niuflensis ; en espagnol : Vicariato apostólico de Ñuflo de Chávez) est un vicariat apostolique de l'Église catholique en Bolivie directement soumis au Saint-Siège.

## Territoire

Vicariat de Ñuflo de Chávez

Il comprend les provinces de Ñuflo de Chávez et Guarayos du département de Santa Cruz. Les autres provinces de ce département sont situées dans l'archidiocèse de Santa Cruz de la Sierra et le diocèse de San Ignacio de Velasco.
Son territoire est d'une superficie de 90 000 km divisé en 18 paroisses. L'évêché est dans la ville de Concepción où se trouve la cathédrale de l'Immaculée Conception.

## Histoire
Le vicariat apostolique est érigé le 13 décembre 1951 par la constitution apostolique Ne sacri Pastores du pape Pie XII en prenant une partie du territoire du vicariat apostolique de Chiquitos (aujourd'hui diocèse de San Ignacio de Velasco). La mission est confiée aux franciscains de Bavière.

## Évêques
- Jorge Kilian Pflaum, O.F.M (16 novembre 1953 - 18 septembre 1971)
- Antonio Eduardo Bösl, O.F.M (18 décembre 1972 - 13 octobre 2000)
- Bonifacio Antonio Reimann Panic, O.F.M (31 octobre 2001 - )